# Паніна Аліна Володимирівна
Аліна Володимирівна Паніна —  сержант Державної прикордонної служби України , учасниця російсько-української війни, що відзначилася під час російського вторгнення в Україну.

## Життєпис
Аліна Паніна народилася в Нововолинську на Волині. Початок повномасштабного російського вторгнення в Україну зустріла на чергуванні в порту Маріуполя. З 26 лютого 2022 року перебувала на передовій — брала участь в обороні Маріуполя спочатку на території заводу «Азовмаш».Потім  з побратимами-прикордонниками  і частиною 36 окремої бригади морської піхоти прорвалися до «Азовсталі», де перебувала до 17 травня.Весь період оборони Маріуполя з нею були дві службові собаки так як по спеціальності Аліна Паніна кінолог. За наказом командування 17 травня  Аліна Паніна з десятками інших бійців вийшли з «Азовсталі» та опинилася в полоні, де пробула рівно п’ять місяців. Спочатку табір в Оленівці де в перший день відібрали службових собак потім тюрми на території країни-агресора. Разом зі іншими 108 українськими жінками Аліну Паніну 17 жовтня 2022 року обміняли та повернули до України. Понад два місяці проходила курс реабілітації а з січня 2023 року знову проходить службу кінологом на Західному кордоні України .

## Нагороди
- Орден «За мужність» III ступеня (2022) — за особисту мужність, виявлену у захисті державного суверенітету та територіальної цілісності України, незламність духу і вірність військовій присязі.